# Гърчец
Гърчец (на македонска литературна норма: Грчец; на албански: Gërçeci) е село в северната част на Северна Македония, в община Сарай.

## География
Селото се състои от две махали – Горни и Долни Гърчец. Горни Гърчец е високо в склоновете на Водно, а традиционно по-голямото Долни Гърчец е разположено в Скопското поле на 10 километра западно от столицата Скопие на десния бряг на река Треска (Голема) след изхода ѝ от клисурата Матка.

## История
В края на XIX век Гърчец е албанско село в Скопска каза на Османската империя. Според статистиката на Васил Кънчов („Македония. Етнография и статистика“) в 1900 година Гърчецъ има 95 жители арнаути мохамедани.
След Междусъюзническата война в 1913 година селото попада в Сърбия.
На етническата си карта от 1927 година Леонард Шулце Йена показва Гърчец (Grčec) като албанско село.
На етническата си карта на Северозападна Македония в 1929 година Афанасий Селишчев отбелязва Гърчец като албанско село.
Според преброяването от 2002 година Гърчец има 1 жител северномакедонец.

## Личности
Родени в Гърчец
- Ким Мехмети (р. 1955), писател от Северна Македония